# Сухой Осётр
Сухой Осётр — река в России, протекает в Венёвском районе Тульской области. Правый приток реки Венёвки. Исток реки близ села Пригори. Устье реки находится в 1,4 км по левому берегу реки Венёвка, близ села 2-е Свиридово. Длина реки составляет 13 км.

## Населённые пункты
Вдоль течения реки расположены следующие населённые пункты (от истока до устья): Пригори, Сосенки и Уваровка.

## Данные водного реестра
По данным государственного водного реестра России относится к Окскому бассейновому округу, водохозяйственный участок реки — Ока от города Кашира до города Коломна, без реки Москва, речной подбассейн реки — бассейны притоков Оки до впадения Мокши. Речной бассейн реки — Ока.
По данным геоинформационной системы водохозяйственного районирования территории РФ, подготовленной Федеральным агентством водных ресурсов:
- Код водного объекта в государственном водном реестре — 09010101912110000022817
- Код по гидрологической изученности (ГИ) — 110002281
- Код бассейна — 09.01.01.019
- Номер тома по ГИ — 10
- Выпуск по ГИ — 0